# Kafterbaum
Kafterbaum (bairisch 'Kofdàbààm) ist ein Gemeindeteil der Gemeinde Obing im oberbayerischen Landkreis Traunstein. Bis zur Eingemeindung nach Obing am 1. Januar 1972 gehörte es zur Gemeinde Albertaich.

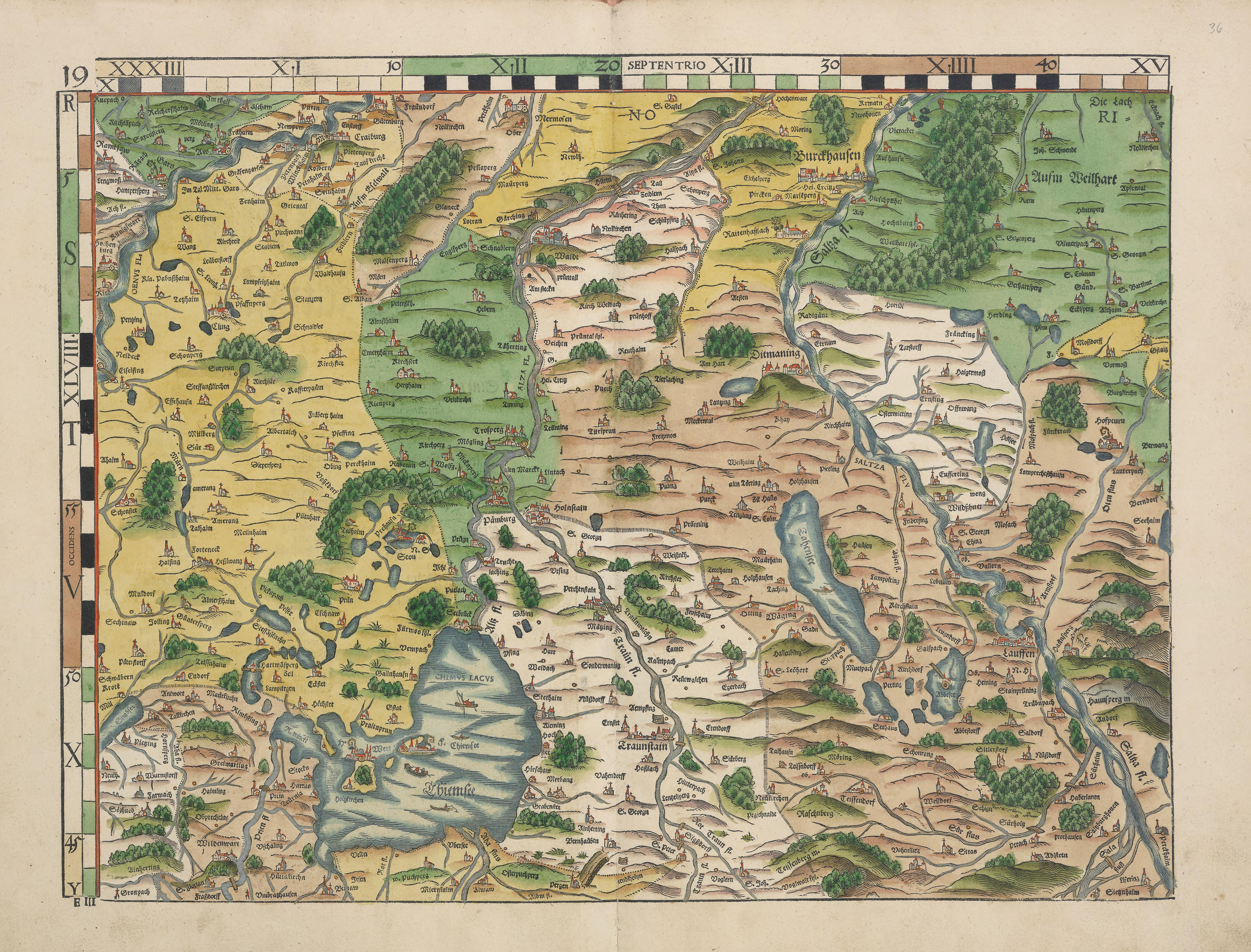
Kaffterpaum auf Apians Bairischen Landtafeln

Auf Philipp Apians Bairischen Landtafeln von 1568 ist es auf Tafel 19 als Kaffterpaum verzeichnet.
Kaffter kommt von ahd. chaeft(a)ere/chaft(a)ere/-i - Lehnwort von lat. captoria/captorium für Bienen(fang)korb, Gefäß - bzw. kef(f)et - Lehnwort von lat. cavea für (Vogel-)Haus, Häuslein, Käfig, Gefängnis - zu das Käf(f)ter/Kaf(f)ter/Kef(f)ter für kleiner enger Wohnraum, Kämmerchen, Verschlag, Gefängnis sowie später auch die Studentenstube bzw. die Kasernenstube oder aber das Kolleg bzw. die Kaserne selbst. In Kombination mit dem paum dürfte am wahrscheinlichsten die mittelalterliche Imker-Praxis, in hohlen Bäumen mit Hilfe des chafteri (Kepffter) Bienenschwärme zu locken, zu fangen und zu halten, namensgebend gewesen sein.
1874 ist in der kirchlichen Statistik von 5 Häusern mit 31 Seelen die Rede.

## Baudenkmäler
In Kafterbaum ist am Gattenhamer Feld eine Wegkapelle als Baudenkmal gekennzeichnet, die laut Jahreszahl am Gitter 1882 errichtet wurde.